# 아쓰카와 노리마사
아쓰카와 노리마사(일본어: 熱川 徳政, 1995년 5월 31일~)는 일본의 축구 선수이다.

## 구단 경력
그는 2018년 J3리그의 아술 클라로 누마즈에 입단했다. 2019년까지 47경기에 출전하여, 4득점을 넣었다. 2020년 일본 지역 리그의 야자키 발렌테 FC로 이적했다.